# National Party of South West Africa
Die National Party of South West Africa (NPSWA, selten auch SWANP; afrikaans Nasionale Party van Suidwes-Afrika, deutsch Nationale Partei Südwestafrikas) war eine politische Partei in Südwestafrika, dem heutigen Namibia.

## Geschichte
Die Partei wurde ursprünglich am 26. Juli 1924 von Frikkie Jooste in Mariental im zentralen Süden des Landes gegründet. Ihre Mitgliederstruktur setzte sich in der Folge aus afrikaans- und englischsprachigen Personen zusammen, die programmatisch für die Eingliederung Südwestafrikas in die Südafrikanische Union eintraten. Sie gewann bei den Wahlen zur South West African Legislative Assembly 1926 drei Sitze, während die Deutsche Liga in Südwestafrika sieben der insgesamt 12 Sitze auf sich vereinigen konnte. Am 31. Januar 1927 schloss sich die Partei mit der South West Party, die über zwei Sitze verfügte, zur United National South West Party (UNSWP/VNSWP) zusammen.
Am 28. Juli 1939 wurde die Partei unter ihrem ursprünglichen Namen neu gegründet und vereinigte dabei eine afrikaans- und deutschsprachige Mitgliederstruktur mit der Intention zum Anschluss Südwestafrikas als fünfte südafrikanische Provinz. Sie gewann bei den Wahlen zur South West African Legislative Assembly 1940 auf Anhieb erneut zwei Sitze. Die restlichen Mandate gingen an die UNSWP. Bei den Wahlen zur South West African Legislative Assembly 1945 verlor sie beide Sitze. Durch das Ergebnis der Wahl von 1950 übernahm die südafrikanische Schwesterpartei Nasionale Party 15 der 18 Sitze. Sie dominierte die Politik in Südwestafrika einschließlich den Wahlen bis 1974.
1977 kam es zur Abspaltung des moderaten Flügels der Partei um Dirk Mudge, der in der Folge am 5. Oktober 1977 die Republican Party gründete. Zuletzt trat die Partei als Teil der Action Christian National bei den ersten freien Wahlen in Namibia 1989 an. 1991 wurde die Partei aufgelöst; Parteivorsitzender Kosie Pretorius gründete die Monitor Action Group.

## Wahlergebnisse
| Wahl | Stimmen | Stimmenanteil | Sitze * |
| ---- | ------- | ------------- | ------- |
| 1926 | 612     | 26,12 %       | 3/12    |
| 1940 | 3046    | 37,48 %       | 2/12    |
| 1945 | 3154    | 34,67 %       | 0/12    |
| 1950 | 12.349  | 45,14 %       | 15/18   |
| 1955 | 15.484  | 58,83 %       | 16/18   |
| 1961 | 19.360  | 59,43 %       | 16/18   |
| 1965 | 21.240  | 67,80 %       | 18/18   |
| 1970 |         |               | 18/18   |
| 1974 |         |               | 18/18   |

* ohne ernannte Sitze.